# Arthur Ssegwanyi
Arthur Ssegwanyi, (12 de març de 1988), és un jugador d'escacs ugandès, que té el títol de Mestre Internacional des del 2015.
A la llista d'Elo de la FIDE del gener de 2016, hi tenia un Elo de 2349 punts, cosa que en feia el jugador número 1 (en actiu) d'Uganda. El seu màxim Elo va ser de 2359 punts, a la llista del novembre de 2015.

## Resultats destacats en competició
L'abril de 2015 fou campió del Torneig Zonal 4.2 de la Fide i vàlid per a la classificació a la Copa del Món de 2015, on fou eliminat a la primera ronda pel GM Anish Giri malgrat haver fet taules a la primera partida.

### Participació en olimpíades d'escacs
Ssegwanyi ha participat, representant Croàcia, en dues Olimpíades d'escacs entre els anys 2012 i 2014, amb un resultat de (+9 =0 –10), per un 47,4% de la puntuació. El seu millor resultat el va fer a l'Olimpíada del 2014 en puntuar 6 de 10 (+6 =0 -4), amb el 60,0% de la puntuació, amb una performance de 2318.